# Don Gummer

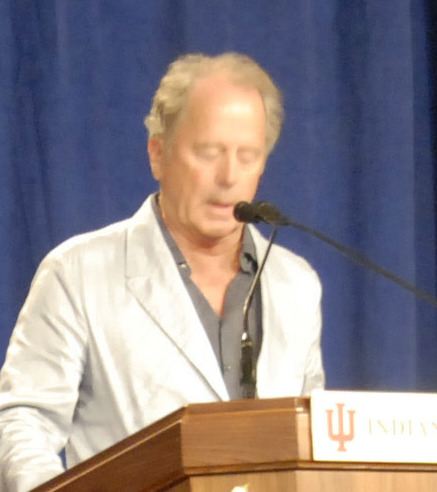
Don Gummer (2011)

Donald James „Don“ Gummer (* 12. Dezember 1946 in Louisville, Kentucky) ist ein US-amerikanischer Bildhauer.

## Leben
Donald James Gummer wurde 1946 in Louisville als einer von sechs Söhnen des Ehepaares William Adolph „Bill“ Gummer (1921–1980) und Dorothy Gummer (gebürtige Jacobson; * 1923) geboren. Ab 1953 lebte die Familie im Marion County, Indiana. Er studierte zunächst an der Herron School of Art der Indiana University, die er allerdings im zweiten Studienjahr verließ. Von 1966 bis 1970 besuchte Gummer die Bostoner Kunsthochschule School of the Museum of Fine Arts. Von 1971 bis 1973 studierte er an der Yale University, wo er den Bachelor of Fine Arts und den Master of Fine Arts (MFA) erlangte.
Danach ließ sich Gummer in New York City nieder, wo er seither lebt und arbeitet. Gummer ist in zweiter Ehe seit 1978 mit der Schauspielerin Meryl Streep verheiratet. Aus der Ehe gingen vier Kinder hervor: Henry Wolfe Gummer, Mamie Gummer, Grace Gummer und Louisa Jacobson Gummer. 2023 wurde bekannt, dass Gummer und Meryl Streep seit mehr als sechs Jahren getrennt sind.

## Werk
Gummer begann 1968 mit der Erschaffung abstrakter Skulpturen im konstruktivistischen Stil. Während er in den ersten Jahren überwiegend kleinere Tisch-Skulpturen und Wand-Reliefs schuf, konzentriert sich Gummer seit der Mitte der 1980er Jahre vor allem auf die Erstellung großformatiger Skulpturen, die aus geometrisch komponierten Formen bestehen. Dominierende Materialien sind Bronze, Aluminium und Stahl.
1973 hatte er seine erste Solo-Ausstellung als Künstler in 112 Greene Street in New York City. Gummers Werke wurden seither in über 30 Solo-Ausstellungen präsentiert. Daneben präsentierte er seine Werke in mehreren Gruppenausstellungen.

## Solo-Ausstellungen (Auswahl)
- 1973: 112 Greene Street, New York
- 1979: „Surrounded by Divisions“, Castle Clinton, Battery Park, New York
- 1980: Dag Hammarskjold Plaza, New York, New York
- 1982: „Spiral Crown“, Seagram Plaza, New York
- 1987: „Planes of Nature“, dauerhafte Installation, Evansville Museum of Arts and Science, Evansville, Indiana
- 1993: „Planes of Nature“, dauerhafte Installation, Kitakyushu International Center, Kitakyushu, Japan
- 1995: Ten-Jin Project, dauerhafte Installation, Kitakyushu, Japan
- 1998: „Sculpture by Don Gummer“, 650 Madison Avenue Exhibition Program, New York
- 2000: „Primary Compass“, dauerhafte Installation, Butler Institute of American Art, Youngstown, Ohio
- 2001–2002: „The Lyrical Constructivist: Don Gummer Sculpture“, Evansville Museum of Arts, History & Science, Evansville, Indiana
- 2004: „Southern Circle“, dauerhafte Installation, Meridian Street Plaza, Indianapolis, Indiana
- 2005: MASS MoCA, North Adams, Massachusetts
- 2010: „Country, City, Desert“, Imago Galleries, Palm Desert, Kalifornien